# Гребенішу-де-Кимпіє
Гребенішу-де-Кимпіє (рум. Grebenișu de Câmpie) — село у повіті Муреш в Румунії. Адміністративний центр комуни Гребенішу-де-Кимпіє.
Село розташоване на відстані 278 км на північний захід від Бухареста, 20 км на захід від Тиргу-Муреша, 57 км на схід від Клуж-Напоки, 145 км на північний захід від Брашова.

## Населення
За даними перепису населення 2002 року у селі проживали 1027 осіб.
Національний склад населення села:
| Національність | Кількість осіб | Відсоток |
| -------------- | -------------- | -------- |
| румуни         | 881            | 85,8%    |
| цигани         | 131            | 12,8%    |
| угорці         | 15             | 1,5%     |

Рідною мовою назвали:
| Мова      | Кількість осіб | Відсоток |
| --------- | -------------- | -------- |
| румунська | 1014           | 98,7%    |
| угорська  | 13             | 1,3%     |